# دراکولا: یک قصه عاشقانه
دراکولا: یک قصه عاشقانه (انگلیسی: Dracula: A Love Tale) یک فیلم ترسناک در سبک گوتیک در حال ساخت به نویسندگی و کارگردانی لوک بسون است که بر اساس رمان دراکولا به قلم برام استوکر در سال ۱۸۹۷ ساخته شده است. کلب لندری جونز، کریستف والتس و ماتیلده د آنجلیس در این فیلم به ایفای نقش پرداخته‌اند.

## بازیگران
- کلب لندری جونز در نقش کنت دراکولا
- کریستف والتس در نقش کشیش
- ماتیلده د آنجلیس در نقش ماریا
- زوئی بلو سایدل در نقش الیسابتا / مینا[۱]
- هیمون ماریا باتینجر در نقش کاردینال

## تولید
در فوریه ۲۰۲۴، اعلام شد که اقتباسی از رمان دراکولا در سال ۱۸۹۷ توسط برام استوکر در حال توسعه است و لوک بسون کارگردانی و نویسندگی فیلمنامه را بر عهده دارد.
فیلمبرداری اصلی در ۲۷ مارس ۲۰۲۴ در لاپ‌لند آغاز شد.